# I Left My A-Rank Party to Help My Former Students Reach the Dungeon Depths!
I Left My A-Rank Party to Help My Former Students Reach the Dungeon Depths! (яп. Aランクパーティを離脱した俺は、元教え子たちと迷宮深部を目指す。, A-Rank Party o Ridatsu Shita Ore wa, Moto Oshiego-tachi to Meikyū Shinbu o Mezasu, укр. Кинув групу рангу А, та з колишніми вихованцями підкорюю підземелля!) — ранобе, написане Косуке Унаґі та проілюстрована Супер Зомбі(Super Zombie). Серіалізувалася онлайн з жовтня 2020 до серпня 2023 року на сайті публікації користувацьких новел Shōsetsuka ni Narō. Згодом її викупила Kodansha, яка з червня 2021 року випустила чотири томи під імпринтом Kodansha Ranobe Books. Манґа-адаптація з ілюстраціями Юрі серіалізується онлайн на сайті Magazine Pocket від Kodansha з червня 2021 року та зібрана в дев'яти томах танкобонів. В Північній Америці ліцензована Kodansha USA. Аніме-адаптація телесеріалу виробництва Bandai Namco Pictures почала виходити на Nippon TV у січні 2025 року, а закінчився перший сезон у червні того ж року. Було анонсовано 2 сезон.

## Сюжет
Юке Фельдіо, червоний маг, покинув Громовий Пік, свою групу авантюристів, з якою провів п'ять років, втомившись від їхньої дурості та насмішок над його підтримувальними вміннями. Однак незабаром його запрошують до нової групи, що складається з його колишніх вихованців і разом вони створюють групу Конюшина.
Поки Конюшина успішно виконує завдання, Громовий Пік починає розуміти, що без Юке вони не такі вже й сильні. Їхній ранг А може бути не таким заслуженим, як вони вважали.

## Персонажі
Юке (яп. ユーク, Yūku)
Сейю: Хірому Мінета (оригінал), Дрю Брідлав (англійський дубляж)
Головний герой і лідер Конюшини. Він — майстерний маг підтримки, здатний надавати одразу кілька посилень, а також ретельно озброюється та вивчає ворогів. Дуже нездогадливий.
Марина (яп. マリナ)
Сейю: Хана Інамі (оригінал), Ліндсі Зайдель (англійський дубляж)
Маг-мечник у Конюшині. Вона була останнім новачком у групі перед приходом Юке, тому трохи не розбирається в деяких соціальних нормах. Відчуває почуття до Юке, але він про це навіть не підозрює.
Сілк (яп. シルク, Shiruku)
Сейю: Нацумі Кавайда (оригінал), Маріса Дюран (англійський дубляж)
Темноельфійська рейнджерка з магією стихій. Була фактичною лідеркою Конюшини, поки не запропонувала офіційно призначити Юке. Відчуває до нього почуття, але він цього не розуміє.
Рейн (яп. レイン, Rein)
Сейю: Нене Хіда (оригінал), Брін Ейпрілл (англійський дубляж)
Жриця й маг у Конюшині. Сором'язлива і трохи сонько. Має почуття до Юке, але він як завжди цього не помічає.
Саймон (яп. サイモン, Saimon)
Сейю: Йошикі Накадзіма (оригінал), Стівен Е. Меллінг (англійський дубляж)
Лідер Громового Піка. Вважає себе героєм і тактичним генієм, але насправді просто самозакоханий дурень, який уміє тільки кидатися в бій. Юке постійно виправляв його помилки, та через власне его Саймон ніколи не визнавав своїх провалів. Він також забуває, що його слава пов'язана з королівською підтримкою та спостереженням у підземеллях — і це зрештою обертається проти нього. Коли Громовий Пік усвідомлює, що без Юке вони нічого не варті, Саймон намагається змусити його передати досягнення та ресурси Конюшини. Це обертається проти нього, адже за законами гільдії лідери команд не можуть підпорядковуватися одне одному. У відповідь Саймон влаштовує публічну істерику.
Джеймі (яп. ジェミー, Jemī)
Сейю: Мао Ічімічі (оригінал), Селеста Перес (англійський дубляж)
Маг Громового Піка та єдина моральна людина в команді. Після виходу Юке група почала втрачати розум через підземелля, до яких вони були абсолютно неготові і зривати злість на Джеймі, як раніше на Юке. Вона намагалася переконати їх переглянути свої дії, але її ігнорували. Попри те, що винними були Саймон, Баррі та Камілла, покарали Джеймі як єдину, хто вижила з Громового Піка. Юке домігся для неї скороченого терміну ув'язнення.
Баррі (яп. バリー, Barī)
Сейю: Секай (оригінал), Маркус Д. Стімак (англійський дубляж)
Воїн Громового Піка. Ще тупіший за Саймона, але такий самий мерзотник, нездатний усвідомити, що він погана людина. Намагався змусити Юке підписати контракт на рабство, але загинув від рук орків.
Камілла (яп. カミラ, Kamira)
Сейю: Йошіно Нандзьо (оригінал), Тейлор Мерфі (англійський дубляж)
Жриця-цілителька Громового Піка. Попри виховання в церкві, вона позбавлена співчуття й зверхньо ставиться до всіх, кого вважає нижчими за себе. Хоча вона знає, що ельфи ставали жертвами орків, Камілла вірить у вигадки про те, що вони добровільно з ними спаровуються. Її доля не менш жорстока та іронічна — вона сама потрапляє в полон до орків для розведення.
Бенвуд (яп. ベンウッド, Benuddo)
Сейю: Цуйоші Кояма (оригінал), Деметріус Мюррей (англійський дубляж)
Бенвуд є майстром гільдії та людиною, яка глибоко зневажає Саймона за його поведінку. Кульмінацією його огиди стала ситуація, коли Саймон, намагаючись спровокувати Сілк на атаку, образив усю расу темних ельфів. Незважаючи на численні спроби вибити зі Саймона здоровий глузд, Бенвуду вдалося донести до нього лише одне: король має намір вислати Громовий Пік через ризик створення міжнародного конфлікту.
Мамал (яп. ママル, Mamaru)
Сейю: Хісако Канемото (оригінал), Бріанна Робертс (англійський дубляж)
Мамал є ельфійкою та головною реєстраторкою гільдії. У минулому вона була легендарною авантюристкою, чия слава гриміла десятиліттями. Тепер її бойові навички знайшли інше застосування – вона підтримує порядок у гільдії, швидко приборкуючи забіяк та порушників дисципліни.
Сага (яп. サーガ, Sāga)
Сейю: Сатоші Хіно (оригінал), Ітан Галлардо (англійський дубляж)
Камелат-кун (яп. キャメラット君, Kyameratto-kun)
Сейю: Маю Тамура (оригінал), Ребекка Кіара Марано (англійський дубляж)

## Медіа

### Ранобе
Написане Косуке Унаґі, роман «Кинув групу рангу А та з колишніми вихованцями підкорюю підземелля!» публікувався на створеному користувачами сайті веб-новел Shōsetsuka ni Narō з 2 жовтня 2020 року до 26 серпня 2023 року. Пізніше він був придбаний Kodansha, яка почала випускати його як ранобе з ілюстраціями Super Zombie у своєму видавництві Kodansha Ranobe Books 2 червня 2021 року. Станом на жовтень 2024 року було випущено чотири томи.
| № | Дата виходу   | ISBN                   |
| - | ------------- | ---------------------- |
| 1 | 2 червня 2021 | ISBN 978-4-06-523716-8 |
| 2 | 1 жовтня 2021 | ISBN 978-4-06-524789-1 |
| 3 | 1 липня 2022  | ISBN 978-4-06-527672-3 |
| 4 | 2 жовтня 2024 | ISBN 978-4-06-536637-0 |

### Манґа
Манґа-адаптація з ілюстраціями Юрі почала виходити на сайті та в додатку Kodansha Magazine Pocket 25 червня 2021 року. Перший том танкобон було випущено 8 жовтня 2021 року. Станом на січень 2025 року манґа зібрана у дев'ять томів.
4 січня 2024 року Kodansha USA оголосила про ліцензування серії для цифрового видання англійською мовою.
| № | Дата виходу    | ISBN                   |
| - | -------------- | ---------------------- |
| 1 | 8 жовтня 2021  | ISBN 978-4-06-525695-4 |
| 2 | 9 лютого 2022  | ISBN 978-4-06-526887-2 |
| 3 | 8 липня 2022   | ISBN 978-4-06-528176-5 |
| 4 | 9 грудня 2022  | ISBN 978-4-06-529639-4 |
| 5 | 9 травня 2023  | ISBN 978-4-06-531565-1 |
| 6 | 6 жовтня 2023  | ISBN 978-4-06-532886-6 |
| 7 | 9 квітня 2024  | ISBN 978-4-06-535168-0 |
| 8 | 9 вересня 2024 | ISBN 978-4-06-536775-9 |
| 9 | 8 січня 2025   | ISBN 978-4-06-538050-5 |

### Аніме
4 вересня 2024 року було оголошено про аніме-адаптацію у вигляді телевізійного серіалу, яка вийде на Nippon TV. Серіал вироблений Bandai Namco Pictures під керівництвом режисера Кацумі Оно. Сценаристом є Казуюкі Фудеясу, дизайнером персонажів — Масакандзу Ямазаки, а музику створює Ґо Сакабе. Прем'єра відбулася 12 січня 2025 року, а закінчилась 29 червня того ж року. У першому курсі початковою піснею є «Enter» у виконанні Кадзуми Кавамури з The Rampage from Exile Tribe під сольним ім'ям Rei, а завершальною піснею є «Treasure Chest» у виконанні Юкі Танаки. Crunchyroll транслює серіал. Muse Communication ліцензувала його у Південно-Східній Азії.
Було анонсовано 2 сезон.